# Hennadij Nyžehorodov
Hennadij Oleksandrovyč Nyžehorodov (in ucraino Геннадій Олександрович Нижегородов?, in russo Геннадий Александрович Нижегородов?, Gennadij Aleksandrovič Nižegorodov; Odessa, 7 giugno 1977) è un ex calciatore ucraino naturalizzato russo, di ruolo difensore.

## Statistiche

### Cronologia presenze e reti in nazionale
| Cronologia completa delle presenze e delle reti in nazionale ― Russia | Cronologia completa delle presenze e delle reti in nazionale ― Russia | Cronologia completa delle presenze e delle reti in nazionale ― Russia | Cronologia completa delle presenze e delle reti in nazionale ― Russia | Cronologia completa delle presenze e delle reti in nazionale ― Russia | Cronologia completa delle presenze e delle reti in nazionale ― Russia | Cronologia completa delle presenze e delle reti in nazionale ― Russia | Cronologia completa delle presenze e delle reti in nazionale ― Russia |
| Data                                                                  | Città                                                                 | In casa                                                               | Risultato                                                             | Ospiti                                                                | Competizione                                                          | Reti                                                                  | Note                                                                  |
| --------------------------------------------------------------------- | --------------------------------------------------------------------- | --------------------------------------------------------------------- | --------------------------------------------------------------------- | --------------------------------------------------------------------- | --------------------------------------------------------------------- | --------------------------------------------------------------------- | --------------------------------------------------------------------- |
| 31/05/2000                                                            | Mosca                                                                 | Russia                                                                | 1 – 1                                                                 | Slovacchia                                                            | Amichevole                                                            | -                                                                     |                                                                       |
| 04/06/2000                                                            | Chișinău                                                              | Moldavia                                                              | 0 – 1                                                                 | Russia                                                                | Amichevole                                                            | -                                                                     |                                                                       |
| 21/08/2002                                                            | Mosca                                                                 | Russia                                                                | 1 – 1                                                                 | Svezia                                                                | Amichevole                                                            | -                                                                     | 46’                                                                   |
| 07/09/2002                                                            | Mosca                                                                 | Russia                                                                | 4 – 2                                                                 | Irlanda                                                               | Qual. Euro 2004                                                       | -                                                                     |                                                                       |
| 16/10/2002                                                            | Volgograd                                                             | Russia                                                                | 4 – 1                                                                 | Albania                                                               | Qual. Euro 2004                                                       | -                                                                     |                                                                       |
| 12/02/2003                                                            | Limassol                                                              | Cipro                                                                 | 0 – 1                                                                 | Russia                                                                | Cyprus International Tournament                                       | -                                                                     |                                                                       |
| 13/02/2003                                                            | Limassol                                                              | Romania                                                               | 2 – 4                                                                 | Russia                                                                | Cyprus International Tournament                                       | -                                                                     |                                                                       |
| 29/03/2003                                                            | Scutari                                                               | Albania                                                               | 3 – 1                                                                 | Russia                                                                | Qual. Euro 2004                                                       | -                                                                     |                                                                       |
| 30/04/2003                                                            | Tbilisi                                                               | Georgia                                                               | 1 – 0                                                                 | Russia                                                                | Qual. Euro 2004                                                       | -                                                                     |                                                                       |
| Totale                                                                |                                                                       | Presenze                                                              | 9                                                                     |                                                                       | Reti                                                                  | 0                                                                     |                                                                       |

## Palmarès

### Club

#### Competizioni nazionali
- Campionato russo: 2

Lokomotiv Mosca: 2002, 2004
- Coppa di Russia: 1

Lokomotiv Mosca: 2000-2001
- Supercoppa di Russia: 1

Lokomotiv Mosca: 2003